# Magma (categoría)
En matemática, la categoría de magmas (ver categoría, magma para definiciones), notada Mag, tiene por objetos conjuntos con una operación binaria, y morfismos dados por homomorfismos de las operaciones (en el sentido del álgebra universal).
La categoría Mag tiene producto directo por tanto el concepto de objeto (auto) magma tiene sentido.
Una propiedad muy importante es que un endomorfismo inyectivo puede ser extendido a un automorfismo de un magma extensión, simplemente el colímite de la sucesión constante del endomorfismo.
- Datos: Q5051851